# يوم بعاث
بعاث أو يوم بعاث هي آخر معركة من معارك الأوس والخزرج بيثرب قبل هجرة الرسول، وبُعاث (بضم الباء) وقعت قبل الهجرة بخمس سنوات وتُعد أشهر وأدمى معركة بين اليثربيين وآخرها إذ أخذت بهم الأحقاد والضغون إلى أن أخذوا يستعدون لها ويعدون قبل شهرين -وقيل 40 يوماً- من وقعتها. حالف الخزرج بلي وأشجع وجهينة، وحالف الأوس مزينة وقبائل اليهود بني قريظة وبنو النضير وغيرهم. وسميت المعركة ببعاث نسبةً للمنطقة التي تصادم بها الحشدان وقامت عليها الحرب.

## سبب المعركة
كانت يثرب تموج بحروب لا بداية لها ولا نهاية بين الأوس والخزرج، فكان في نفوسهم الشيء الكثير من الثارات والاحتقانات وكان يوم بُعاث خاتمة لهذه الحروب الأهلية التي أنهكتهم لسنين مديدة. كانت بدايات واقعة بُعاث أن علمت الخزرج أن بني قريظة وبني النضير يعاونون الأوس في معاركهم، فبعثوا لهم رسالة يعمها التهديد والتخويف وتأليب من هم أقوى منهم من العرب عليهم وطلبوا منهم أن يعتزلوا ويخلوا بينهم وبين الأوس فلا يشركون أنفسهم في ما ليس لهم، فلما بلغ اليهود ذلك ردوا على الخزرج أن الأوس فعلاً قد طلبوا نُصرتهم لكنهم لن يفعلوا، فطلب الخزرج حينها من اليهود (النضير وبني قريظة) رهائن تكون معهم ليأمنوا حربهم، فأرسل لهم اليهود أربعين غلاماً من غلمانهم إلى الخزرج.
في أحد الأيام قام عمرو بن النعمان البياضي إلى قومه الخزرج وأطمعهم في أراضي النضير وبني قريظة وما تحويه من ماء ونخيل، وما عليه أرضهم من سبخة لا تُسكن ولا تُطاق، ثم كتب إلى قريظة والنضير يطالبهم بأن يخلوا بينهم وبين ديارهم أو قتل الرهائن!، فعزم بنو قريظة والنضير على الجلاء والخروج إلا أن كعب بن أسد القرضي قال: «يا قوم امنعوا دياركم وخلوه يقتل الرهن والله ما هي إلا ليلة يصيب فيها أحدكم امرأته حتى يولد له غلام مثل أحد الرهن» فما كان من القوم إلا أن وافقوه رأيه وراسلوا عمرو بأنهم رفضوا تسليم منازلهم، فقام عمرو وبعض مُطيعيه من الخزرج فقتلوا الرهن!، ولم يرضى هذه الفعلة عبد الله بن أبي ابن سلول فقال: «هذا عقوق ومأثم وبغي فلست معينا عليه ولا أحد من قومي أطاعني». وبعد هذه الحادثة وبنفس اليوم تقاتل الأوس مع الخزرج قتالاً يسيراً، ثم أرسل النضير وبني قريظة إلى الأوس بالقتال معهم ونصرتهم على الخزرج كما حالفتهم بنو ثعلبة وبنو زعوراء، وأجمعوا أمرهم على القتال.

## الاستعداد
بعد وقعة قتل غلمان اليهود (الرهن) من قِبل عمرو بن النعمان وبعض مطاوعيه من الخزرجيين، لم يتوانى بنو النضير وبنو قريضة عن إعلان مُحاربة الخزرج يداً بيد مع الأوس، واشتغل الأوس لفترة طويلة تجاوزت الأربعين يوماً بتجميع الحلفاء فانضمت لهم قبائل من بنو ثعلبة «من غسان»، وبني زعوراء «من غسان» وجدوا في عزمهم على قتال الخزرج وتسلحوا وتجهزوا وأعدوا للقتال عُدته. بلغ هذا الخبر الفظيع الخزرج فقام عمرو بن النعمان وعمرو بن الجموح السلمي إلى عبد الله بن أبي ابن سلول وكلموه بالقتال لكن عبد الله بن أبي خالفهم ووبخهم لأفعالهم وبغيهم فرد عليه عمرو بن النعمان «انتفخ والله سحرك يا أبا الحارث حين بلغك حلف الأوس قريظة والنضير»، فقال عبد الله بن أبي ابن سلول: «والله لا حضرتكم أبدا ولا أحد أطاعني أبدا ولكأني أنظر إليك قتيلا تحملك أربعة في عباءة». وتخلف عبد الله بن أُبي عن القتال هو ورجال من الخزرج على رأسهم عمرو بن الجموح. فما كان من الخزرج إلا تولية عمرو بن النعمان البياضي قائداً لهم بهذه الحرب وبدأوا بتجميع الحُلفاء ومراسلتهم فراسلوا جهينة وأشجع فجاوبوهما. وهكذا، بدأ الفريقان يحشدان الجموع ويألبان الأنصار لليوم المزمع الموعود.

## يوم بُعاث
بعد الاستعداد الطويل لهذا اليوم المُرتقب، وتجلي الخوف السائد للطرفين، وازدياد الاحتقان المُتصاعد، احتشد الطرفان في بُعاث وهي منطقة لبني قريظة، وما لبثا حتى التقيا ودارت رحى المعركة فانكسر الأوسيون عندما اشتد وطيس المعركة ولم يقاوموا فانهزموا هزيمة واضحة ولاذوا بالفرار، إلا أن قائدهم حضير الكتائب قام بطعن قدمه بالرمح وصاح بأعلى صوته «واعقراه كعقر الجمل! والله لا أعود حتى أقتل فإن شئتم يا معشر الأوس أن تسلموني فافعلوا»، وعندما سمعوا صوته عطفوا عليه عطفة رجل واحد واستعرت الحرب واشتد سعيرها فقلب الأوسيون الحال رأساً على عقب وقُتل عمرو بن النعمان «رئيس الخزرج» بسهم لا يُعرف له رامٍ، وحُمل ملفوفاً بعباءة يحمله أربعة وعبد الله بن أبي ابن سلول ينظر فيه من بعيد، ويقول «ذق وبال البغي»، (فكان كُل ما قاله ابن أبي قبل المعركة قد وقع، وها هو الآن يرى عَمْراً محمولاً على الأكتاف كما أخبره من قبل!). وليس إلا وقت قليل وينهزم الخزرج هزيمة نكراء والأوس من خلفهم بالسلاح لا تأخذهم بهم رحمة فصاح أحد الأوسيون «يا معشر الأوس أحسنوا ولا تهلكوا إخوانكم فجوارهم خير من جوار الثعالب» ومع هذا الصوت توقفوا عن قتلهم وسلبهم ولكن النضير وبني قريضة فعلا، ومات حضير قائد الأوس فيما كان قومه يحملونه.

## بعد بعاث
كانت هذه الحروب الأهلية قد أنهكت اليثربيين أوسهم وخزرجهم، وبعد يوم بعاث قرر عقلاء الطرفين وضع حد لهذه الحال فاتفقوا على تنصيب رجل واحد منهم يقبله الطرفان فوقع الاختيار على عبد الله بن أبي ابن سلول، وفيما كانا يُجهزان له ملكه حدثت بيعة العقبة الأولى والثانية ودخل الإسلام يثرب ثم هاجر إليها النبي، فزال مُلك ابن أبي قبل أن يهنأ به ولو ليوم واحد فعاش عبد الله بن أُبي تحت سيادة النبي كأكبر منافق ومعادٍ للنبي عرفه التاريخ الإسلامي، والسبب في هذا واضحٌ فهو كان يرى أن النبي قد انتزعه ملكه الذي كان يُجهز له. وكان يوم بعاث نهاية لحروب يثرب بين الأوس والخزرج حيث أنهم اصطلحوا على إيقاف الحرب ثم دخلوا في الإسلام جميعاً وأصبحت سيوفهم تُسل على عدو واحد دفاعاً عن عقيدتهم.